# Guillermo Galván Galván
Guillermo Galván Galván (Ciudad de México, 19 de enero de 1943) es un militar mexicano. Fue secretario de la Defensa Nacional durante el sexenio del presidente Felipe Calderón entre 2006 y 2012.

## Biografía
Guillermo Galván Galván es oficial del Ejército Mexicano egresado del Heroico Colegio Militar, tiene una Licenciatura en Administración Militar en la Escuela Superior de Guerra y una Maestría en Seguridad Nacional y Defensa Nacional en el Colegio de la Defensa Nacional. 
Se ha desempeñado como Comandante de varias Zonas y Regiones Militares en el País, Comandante del Primer Cuerpo de Ejército, Director y Rector de la Universidad del Ejército y Fuerza Aérea Mexicanos y agregado militar en la Embajada de México en España.
Desde el 16 de marzo de 2004 se desempeñaba como Subsecretario de la Defensa Nacional y desde el 1 de diciembre de 2006 hasta el 30 de noviembre de 2012 ocupó la titularidad de esa Dependencia.